# Dichrooscytus minimus
Dichrooscytus minimus är en insektsart som beskrevs av Knight 1968. Dichrooscytus minimus ingår i släktet Dichrooscytus och familjen ängsskinnbaggar. Inga underarter finns listade i Catalogue of Life.